# Terziere inferiore della Valtellina
Il Terziere inferiore della Valtellina fu una dipendenza delle Tre Leghe della Svizzera durante l'Antico Regime.

## Storia
Per tutto il XV secolo gli svizzeri avevano mostrato interesse commerciale per il sud delle Alpi, ma in quel periodo la solidità del Ducato di Milano non aveva permesso loro che limitatissimi risultati. Ben più ghiotta occasione si prospettò invece all'inizio del XVI secolo, quando il ducato cadde sotto i colpi della ben più potente Francia.
Nel 1512 l'intero territorio subì l'invasione dei grigioni, alleati dei confederati elvetici che iniziarono una guerra quadriennale contro i francesi per il controllo del Nord Italia, conclusasi nel 1516 con il Trattato di Friburgo che segnò la definitiva annessione alla Svizzera della Valtellina, che divenne una dipendenza diretta ed esclusiva delle Tre Leghe.
Il terziere, che era stato creato già un secolo e mezzo prima dal comune di Morbegno grazie alla straordinaria crescita della forza della sua borghesia, soppiantò definitivamente la vecchia e decaduta pieve medievale di Ardenno, e aggregò anche le comunità della distrutta pieve medievale di Olonio che erano stati ricomprese nel nuovo confine di Stato. In qualità di dipendenza, la comunità era governata da un podestà di lingua tedesca, ma per l'amministrazione locale veniva mantenuta un'autonomia gestita dal Consiglio del Terziere formato dagli anziani di tutte le comunità.
Il terziere però non era un blocco unico, ma era suddiviso in due parti. La Squadra di Morbegno comprendeva Delebio, Cosio, Rasura, Pedesina, Gerola, Rogolo, Andalo, Piantedo, e Morbegno, Albaredo, Bema, Talamona, Forcola, Tartano, mentre la Squadra di Traona riuniva Dubino, Mantello, Cino, Cercino, Traona, Mello, e Ardenno, Dazio, Civo, Campovico, Buglio, Val Masino. Ciascuna squadra aveva il suo consiglio e Traona il suo podestà.
Al più tardi nel Settecento risulta che anche la Chiesa cattolica si sia adeguata alla struttura amministrativa mediante un vicariato foraneo che superò anche ecclesiasticamente le vecchie pievi in un’organizzazione tripartita con a capo Morbegno e sussidiariamente Traona, seppur qui ad Ardenno vennero riconosciute le antiche rilevanze di prestigio in una zona di particolare criticità per le infiltrazioni protestanti.
Al terziere, formazione politica chiaramente oligarchica e anti-democratica, fu fatale l'invasione giacobina del 1797, allorquando fu soppresso a favore di una più larga provincia costituita secondo i canoni centralistici e antifederalistici degli invasori: il Dipartimento dell'Adda e Oglio. Fu tuttavia brevemente ripristinato dai tedeschi per un anno nel 1799.